# Punta Maldonado (Chile)
Punta Maldonado es una localidad del sur de Chile ubicada en el valle de río Puelo. Forma parte de la comuna de Cochamó, en la Región de Los Lagos.
Se encuentra en el extremo sureste del lago Tagua Tagua, a 7,5 km de la confluencia del río Manso con el río Puelo y a 31 km al noroeste del caserío de Llanada Grande. Es el punto de embarque de la barcaza que cruza el lago hasta Punta Canelo, para continuar hacia la localidad de Río Puelo y el estuario de Reloncaví. Existen tres viajes diarios en temporada baja (abril a noviembre) y cuatro viajes en temporada alta (diciembre a marzo).
Punta Maldonado está próximo al Parque Tagua Tagua.